# 阿米尔霍赛因·霍赛因扎德
阿米尔霍赛因·霍赛因扎德（波斯語：امیرحسین حسین‌زاده，2000年10月30日—），是一名伊朗职业足球运动员，司职前锋。现在效力于比利時甲組聯賽A俱乐部沙勒罗瓦，也代表伊朗國家男子足球隊。

## 荣誉

### 俱乐部
德黑兰独立
- 伊朗職業足球聯賽冠军：2021–22